# Хуго ван дер Гус
Хуго ван дер Гус, Гуго ван дер Гус, Хуго фан дер Гус (нидерл. Hugo van der Goes; около 1430—1440, Гент — 1482, Одергем) — нидерландский (фламандский) живописец, один из ключевых мастеров раннего Северного Возрождения (наряду с Яном ван Эйком, Рогиром ван дер Вейденом, Хансом Мемлингом и Дирком Баутсом). Для творчества ван дер Гуса, — «великого мастера» наряду с ван дер Вейденом, по позднейшему комментарию Альбрехта Дюрера, — характерны важные нововведения: «переосмысленный монументализм, особенная цветовая палитра и индивидуальная манера письма в портретном жанре». Считается, что появление во Флоренции так называемого алтаря Портинари работы ван дер Гуса, произведение имело важное значение для развития искусства раннего итальянского Возрождения. Доставленное в 1483 году во Флоренцию, своим впечатляющим натурализмом и тончайшей техникой масляной живописи это произведение оказало значительное влияние на творчество итальянских художников.

## Биография
Хуго ван дер Гус родился вероятно в Генте (либо в его окрестностях) в провинции Зеландия на юго-западе Нидерландов. Он был членом большой семьи потомственных художников Гента, в которой родились несколько художников, в том числе Питер, Ян и Корнелис. Точная дата рождения Хуго неизвестна, но документально подтверждена его регистрация 5 мая 1467 года в качестве «свободного мастера живописного ремесла» в Генте (Gentse schildersambacht), более поздней Гильдии Святого Луки, в 1473—1476 годах был деканом гильдии.
С 1468 года Хуго ван дер Гус занимался в Генте торговлей картинами. 15 августа 1468 года он был назначен «присяжным» гильдии. Он также некоторое время был деканом живописного дела, по крайней мере, в 1474 и 1475 годах. Кроме того, в период 1469—1475 годов он регулярно выступал в качестве гаранта для молодых художников, принимаемых в гильдию.

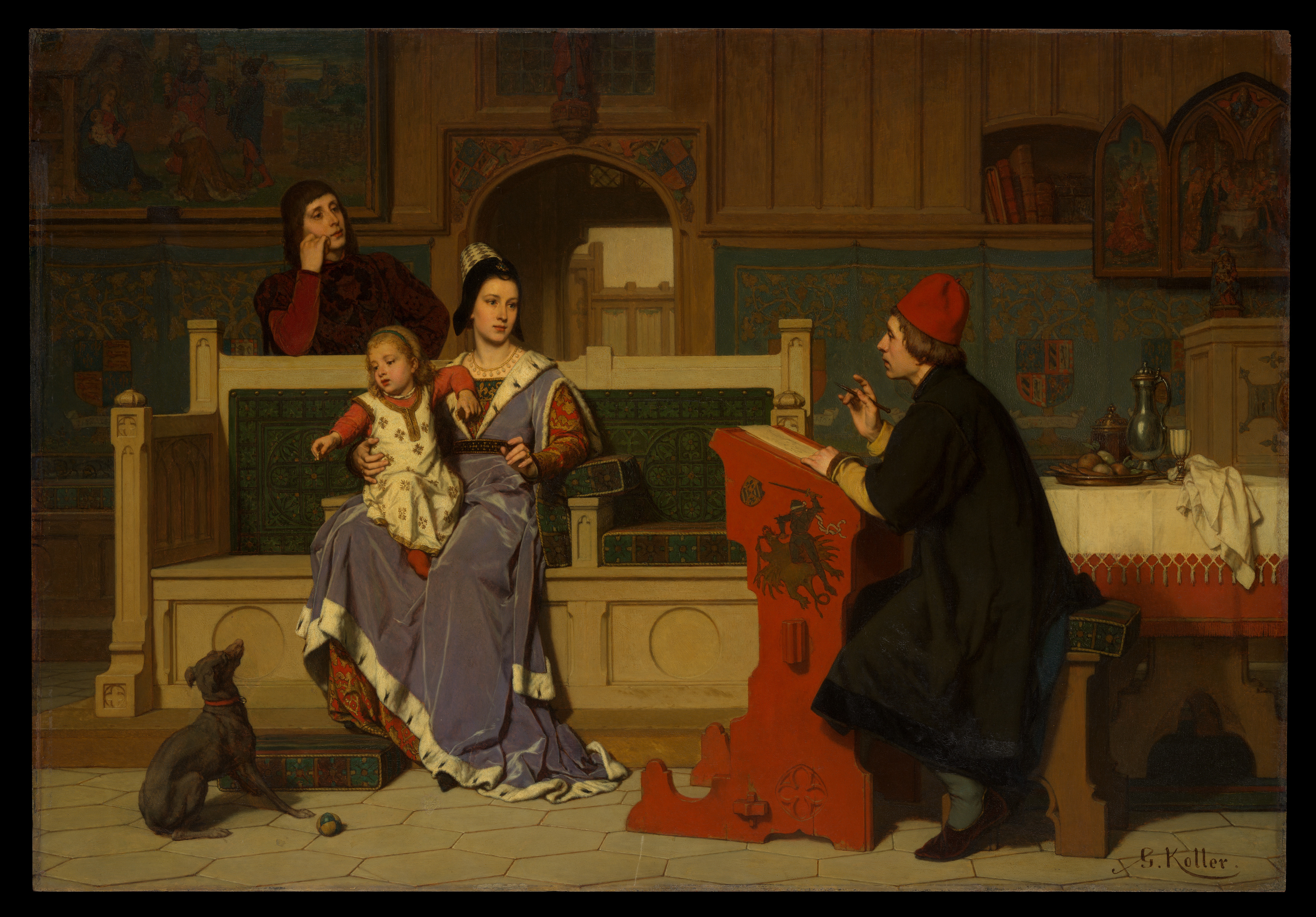
В. Коллер. Хуго ван дер Гус, пишущий портрет Марии Бургундской (в детстве), сидящей на коленях у мачехи Маргариты Йоркской. Ок. 1872. Дерево, масло. Метрополитен-музей, Нью-Йорк

Прежде чем уехать в Италию он несколько лет работал у Федерико да Монтефельтро, герцога Урбино, затем в Брюгге и Генте. Участвовал в украшении города Брюгге в 1468 году по случаю свадьбы герцога Бургундии Карла Смелого и Маргариты Йоркской. В 1469 и 1472 годах Хуго ван дер Гус отвечал за оформление «торжественных въездов» (Blijde inkomsten) Карла Смелого в Гент. Писал гербы и портреты на праздничных транспарантах. Очевидно, его роль в этих работах была ведущей, ибо по сохранившимся документам он получил бо́льшую плату, чем остальные художники.
В 1475 году Хуго ван дер Гус присоединился к августинцам аббатства Руж-Клуатр (нидерл. Rood klooster) в Суаньском лесу близ Брюсселя, где его сводный брат Николай уже был монахом. Там же в 1478 году он принял монашеский сан. Последние годы его жизни были омрачены душевной болезнью. Однако он продолжал работать, выполнял заказы на портреты. В монастыре его посетил будущий император Священной Римской Империи Максимилиан Габсбург.
После поездки в Кёльн в 1480 году у него проявились склонности к самоубийству, и он перенёс нервный припадок в брюссельском убежище монастыря. Дата смерти Хуго ван дер Гуса в точности неизвестна. Его похоронили под открытым небом в притворе монастыря. В своё время он пользовался большим уважением. В монастырской летописи говорится, что по эту сторону гор (Альп) как художнику ему нет равных.

## Творчество
Хуго ван дер Гус продолжил художественные традиции нидерландской Школа (в науке и искусстве) школы живописи первой половины XV века. В его ранних работах заметно влияние Баутса. Однако его творческая биография имеет множество неясностей и пробелов, так как ни одна из сохранившихся картин не датирована и не подписана. Его большой дом в Генте, вероятно, служил мастерской, где он написал некоторые из своих самых важных работ, в частности огромный алтарный триптих «Поклонение пастухов», или «Алтарь Портинари», который был написан в период 1477—1478 годов по заказу Томмазо Портинари — представителя банка Медичи в Брюгге. Это произведение оказало глубокое влияние на флорентийских живописцев: Доменико Гирландайо, Леонардо да Винчи и других.
Весной — летом 2023 года в Берлинской картинной галерее проходила первая в истории монографическая выставка произведений Хуго ван дер Гуса.

## Галерея

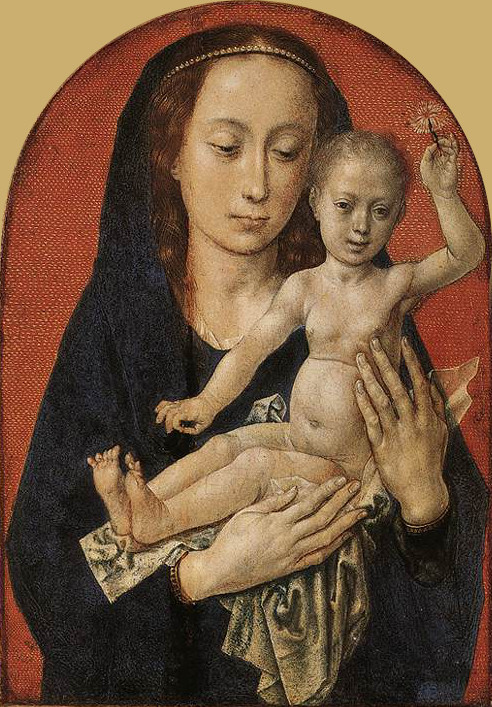
Дева Мария с Младенцем. Ок. 1478. Дерево, темпера. Штеделевский институт, Франкфурт-на-Майне
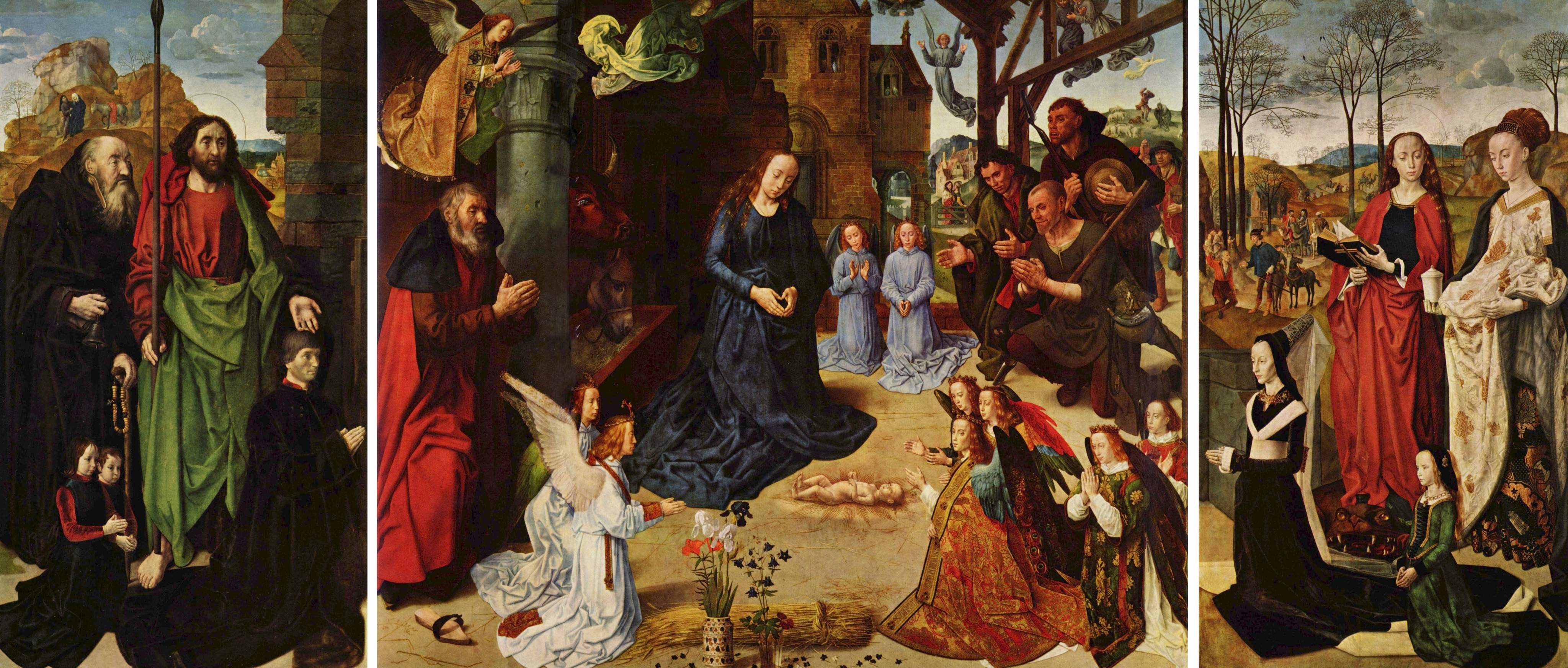
Алтарь Портинари. Триптих. 1473—1475. Дерево, темпера, масло. Уффици, Флоренция
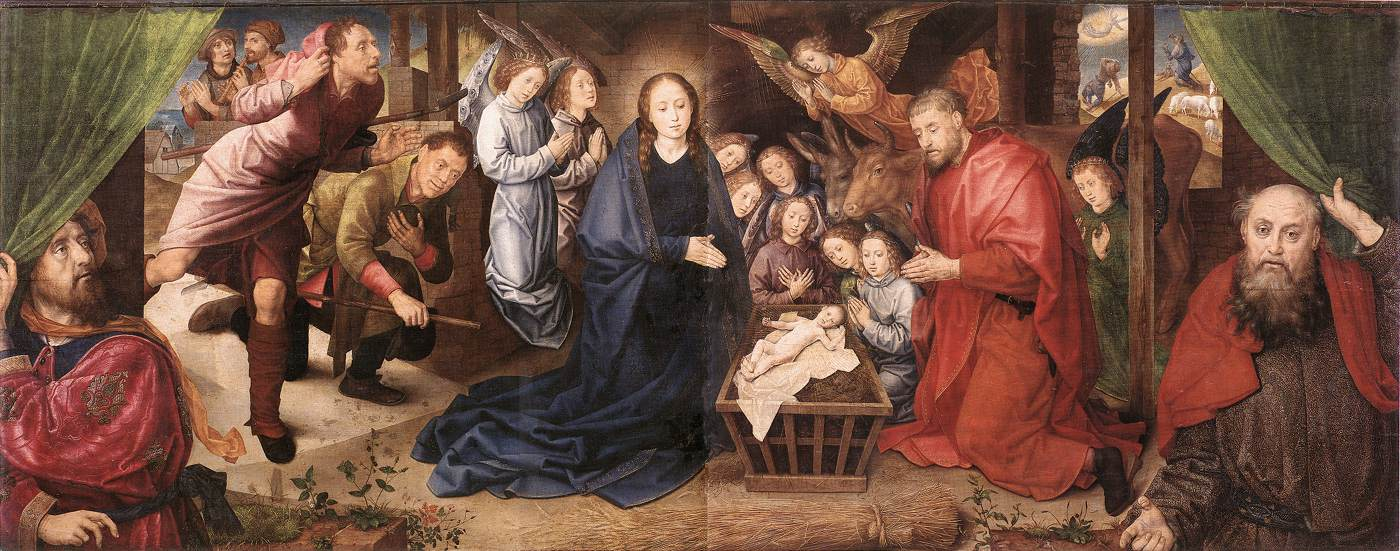
Поклонение пастухов. Ок. 1478. Дерево, масло. Берлинская картинная галерея
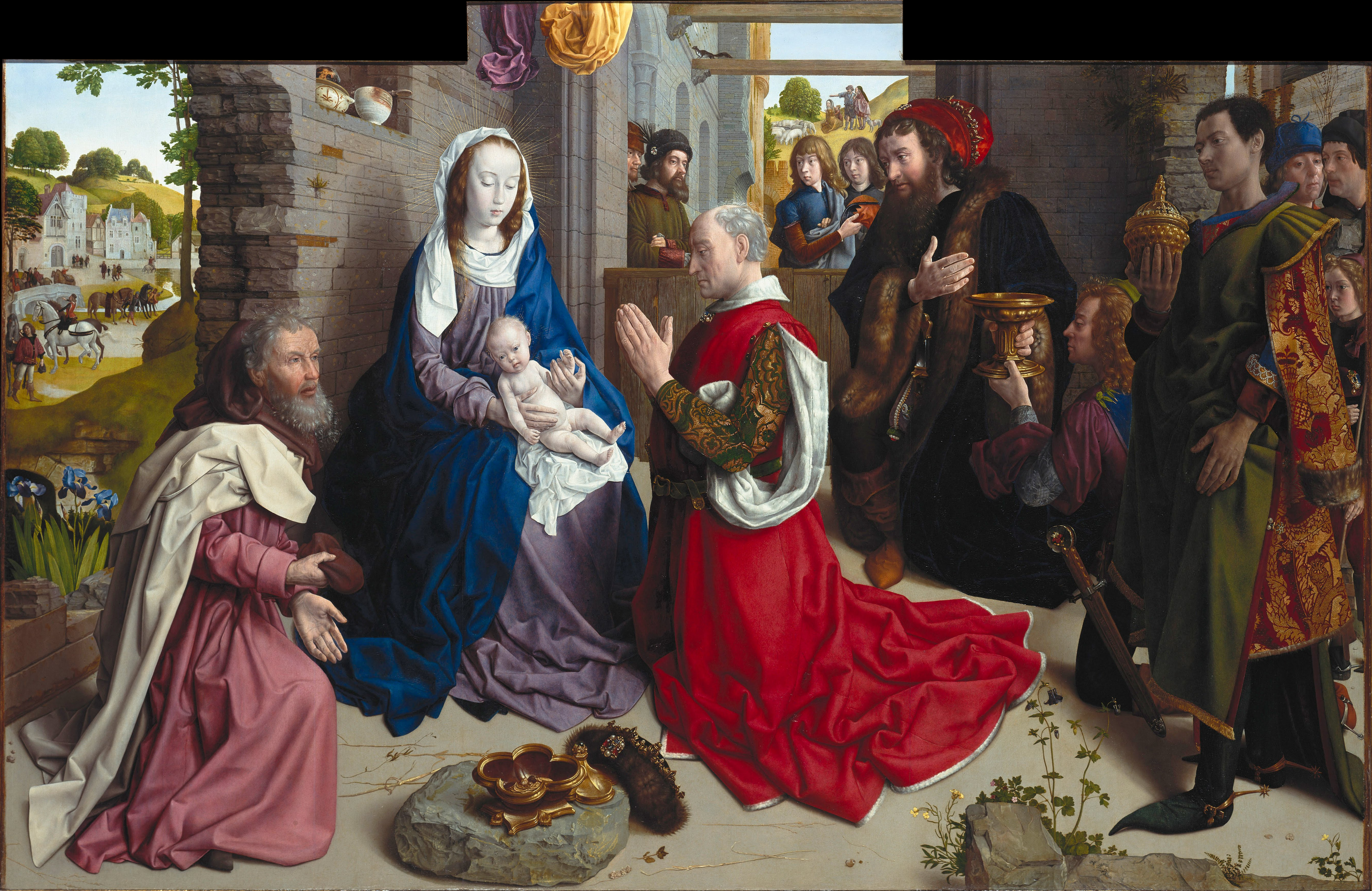
Поклонение Трёх царей (Алтарь Монфорте). Ок. 1470. Дерево, масло. Берлинская картинная галерея
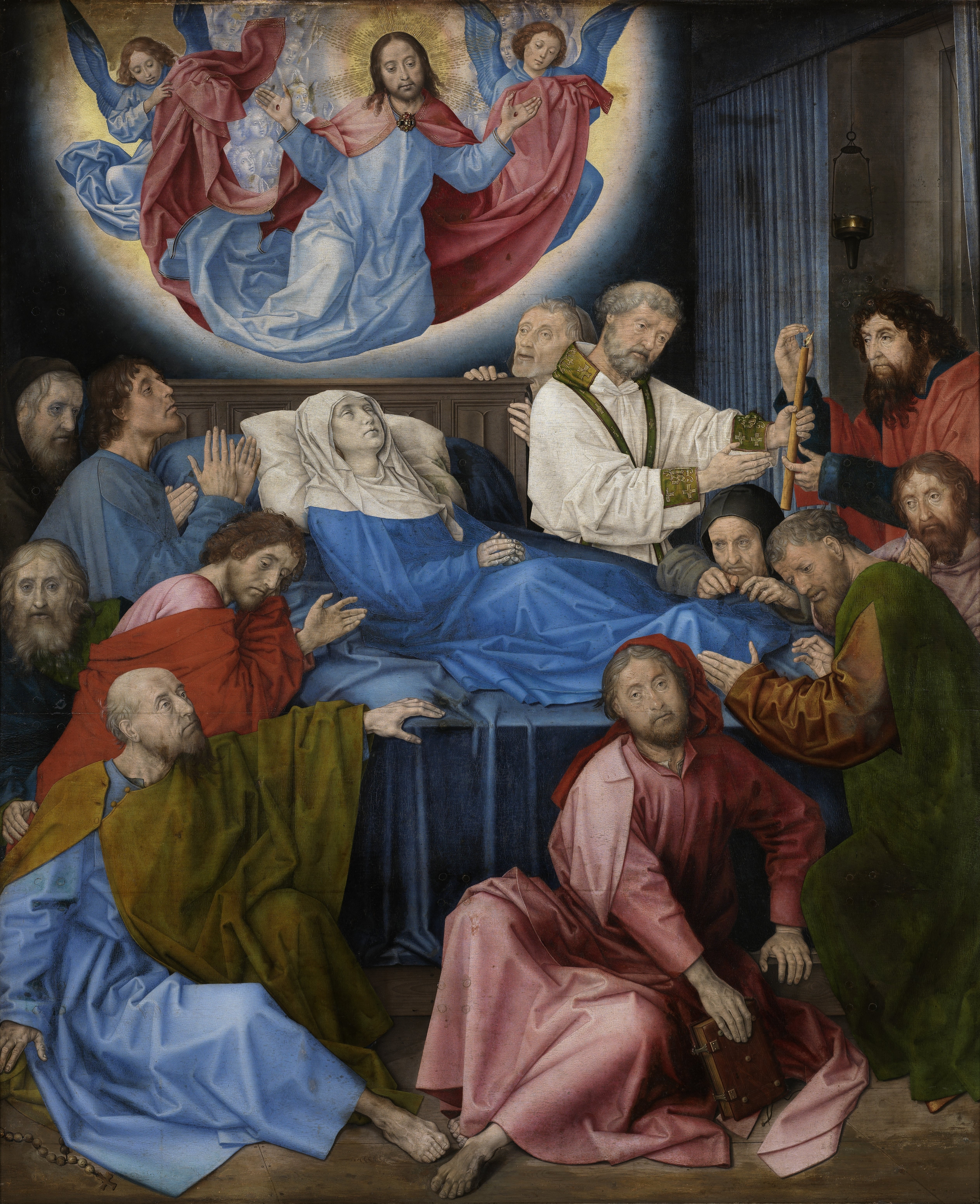
Смерть Девы Марии. Ок. 1475. Дерево, масло.Музей Грунинге, Брюгге
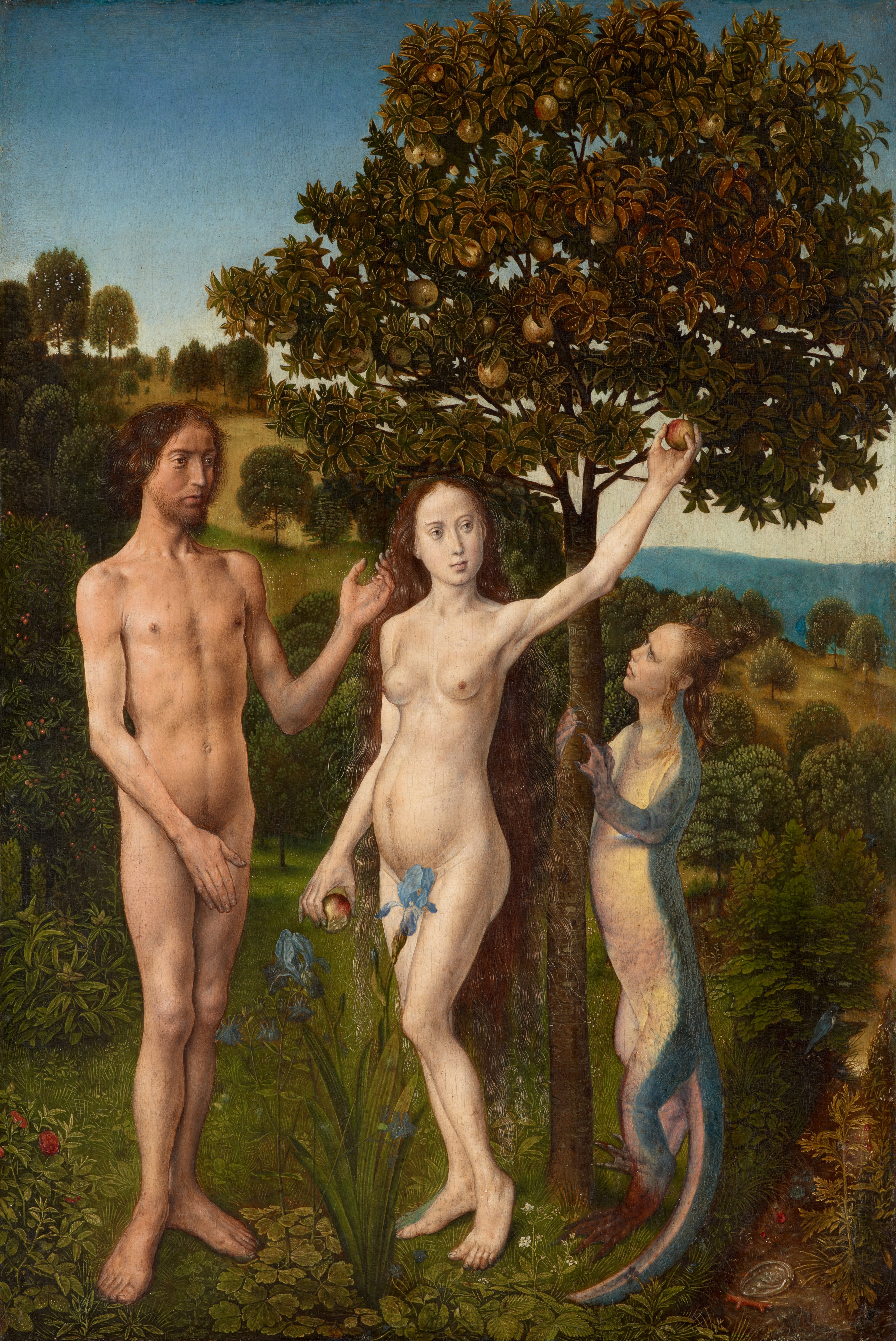
Грехопадение. Створка Венского диптиха. 1479. Музей истории искусств, Вена
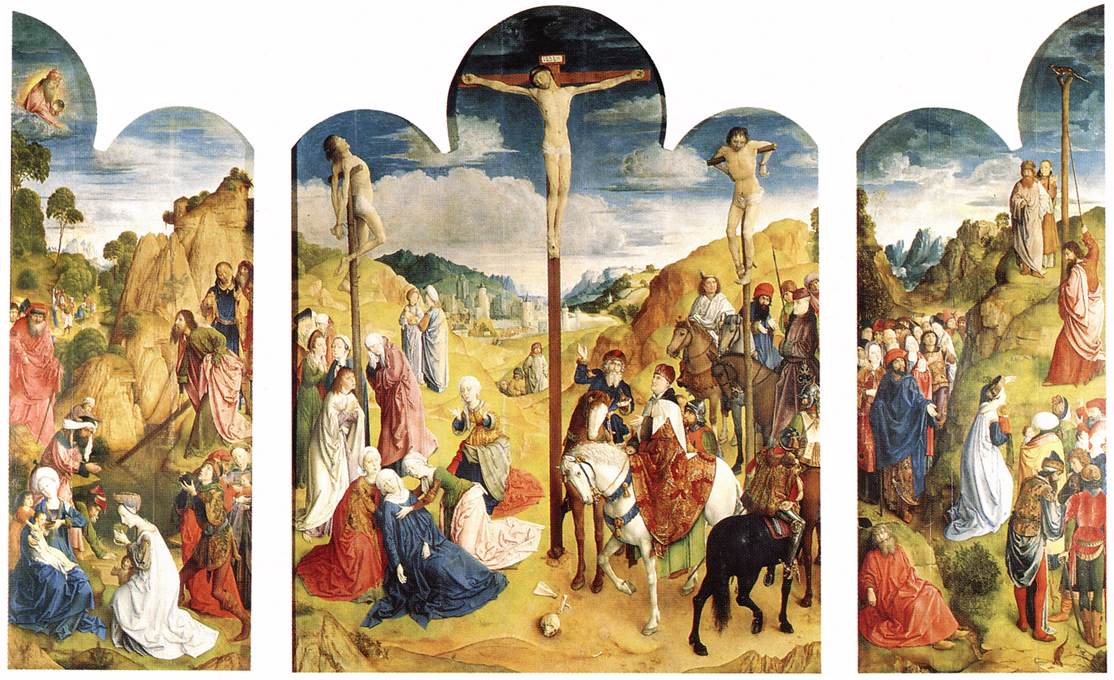
Триптих Калвари. Между 1465 и 1468. Дерево, масло. Собор Святого Бавона, Гент

## В кинематографе
Является персонажем фильма «Тайна фламандцев» (1974).